# Max Uhlig
Max Uhlig (* 23. Juni 1937 in Dresden) ist ein deutscher Maler, der sich besonders dem Porträt, Alltags- und Landschaftsmotiven widmet. Er war Professor für Malerei an der Hochschule für Bildende Künste in Dresden.

## Werdegang
Von 1955 bis 1960 studiert Uhlig an der Hochschule für Bildende Künste Dresden bei Hans Theo Richter und Max Schwimmer.
In den Jahren 1961 bis 1963 ist er Meisterschüler an der Deutschen Akademie der Künste zu Berlin bei Hans Theo Richter. Danach war er bis 1995 freischaffend tätig. Mit Carlfriedrich Claus arbeitet er 1968 bei der Erstellung von dessen ersten druckgraphischen Blättern (Lithographien) zusammen; später entstehen auch Drucke für Charlotte E. Pauly, Dieter Goltzsche, Willy Wolff, Otto Niemeyer-Holstein, Heinrich Ehmsen, Hans Theo Richter und Wilhelm Höpfner. Bis Anfang der 1970er Jahre ist der Künstler ausschließlich als Grafiker hervorgetreten. 1978 präsentiert Max Uhlig erstmals, im Kupferstichkabinett Dresden, auch seine charakteristischen Gemälde.
„Schwarzweiß oder in Farbe zeichnen Linien im expressiven Rhythmus ihrer Überlagerung den Bildmodus und die Prägnanz eines umfangreichen, unverwechselbaren Werkes, das eine Entdeckung ist. Max Uhlig ist heute einer der letzten Vertreter der vor 150 Jahren eingeleiteten Ära der Freiluftmalerei in der modernen Kunst, doch sein Werk hebt diese auf die Höhe unsere Zeit.“ Sein Spätwerk erhielt wesentliche Impulse durch alljährliche Aufenthalte in Faucon (Südfrankreich) von 1991 bis 2010.
Im Juni 2013 wurden Uhligs Entwürfe für die Gestaltung der Glasfenster für die 1994–1999 wiedererrichtete gotische St.-Johannis-Kirche in Magdeburg angenommen. Der Künstler selbst führt die Malerei direkt auf Glas in den Werkstätten der Firma Derix in Taunusstein seit Frühjahr 2014 aus. Von Juli bis Oktober 2014 waren die Entwürfe und erste Arbeitsergebnisse in der Ausstellung „Max Uhlig. Vor der Natur gewachsen. Malerei und Grafik“ im Kunstmuseum Kloster Unser Lieben Frauen Magdeburg zu sehen.
Max Uhlig ist seit 1990 Mitglied des Deutschen Künstlerbundes und Gründungsmitglied der Sächsischen Akademie der Künste. Von 1995 bis 2002 war er Professor für Malerei und Grafik an der Hochschule für Bildende Künste in Dresden.
Als Dresdner Maler war Uhlig schon vor 1989 durch Ausstellungsbeteiligungen in Westeuropa außerhalb der Grenzen der DDR bekannt geworden.
Ihm wurden mehrere nationale und internationale Preise verliehen, u. a. 1987 der Käthe-Kollwitz-Preis der Akademie der Künste der DDR, 1991 der 2. Preis der 21. Internationalen Biennale von São Paulo und die Goldmedaille der 10. Norsk Internasjonal Grafikk Biennale Fredrikstad, 1998 der Hans-Theo-Richter-Preis und der Sächsische Verdienstorden, 2003 der Kunstpreis der Landeshauptstadt Dresden und der Kunstpreis der Künstler anlässlich der Großen Kunstausstellung Nordrhein-Westfalen in Düsseldorf 2006. 2005 war er Ehrengast in der Villa Massimo in Rom. 2020 wurde er mit dem Kunstpreis der Stiftung zu Ehren von Karl Schmidt-Rottluff Chemnitz geehrt. Am 9. Juli 2022 wurde Uhlig von Ministerpräsident Michael Kretschmer das Bundesverdienstkreuz 1. Klasse überreicht.
Für die sogenannte Ahnengalerie in der Niedersächsischen Staatskanzlei bat Gerhard Schröder nach dessen Ausscheiden aus dem Amt als Niedersächsischer Ministerpräsident im Jahr 1998 Uhlig ihn zu porträtieren.
Max Uhlig ist seit 1999 mit Angela Simon verheiratet, lebt und arbeitet heute im Dresdner Stadtteil Helfenberg auf dem Gelände einer ehemaligen Chemischen Fabrik.

## Ausstellungen (Auswahl)
- 2024: Max Uhlig "Landschaften und Bildnisse" Galerie Klose, Essen
- 2022: „Max Uhlig. Die erzeichnete Welt – Eine Kabinettausstellung zu Ehren des 85. Künstlergeburtstags“, Museum Pfalzgalerie Kaiserslautern
- 2021: „Portrait und Landschaft“, Galerie Alte Schule Ahrenshoop
- 2020: „Max Uhlig: Die bewegte Linie im expressiven Rhythmus“, Döbele Kunst Mannheim
- 2020: Max Uhlig "Aus Licht und Schatten" Galerie Klose, Essen[7]
- 2014: „Vor der Natur gewachsen“, Kunstmuseum Magdeburg Kloster Unser Lieben Frauen
- 2013: „Menschen, Szenen, Landschaftliches“, Galerie Klose, Essen
- 2013: „Mensch und Landschaft“, Käthe-Kollwitz-Museum Köln
- 2012: „Druck“, Kupferstichkabinett, Dresden
- 2012: „Malerei und Arbeiten auf Papier“, Kunstverein Die Wassermühle e. V., Lohne
- 2012: „Arbeiten auf Papier“, Palais Leopold, München
- 2012: „Wartende und Vorübergehende“, Burg Beeskow, Beeskow
- 2011: „Aquarelle und farbige Zeichnungen aus drei Jahrzehnten“, Galerie Döbele, Dresden
- 2011: „Max Uhlig, Claus Weidensdorfer Arbeiten auf Papier“, Brandenburgische Kunstsammlungen Cottbus
- 2011: „Max Uhlig – Schwarz – aus dem zeichnerischen Werk“, Galerie Scheffel, Bad Homburg
- 2010: „Kunst zu DDR Zeiten: Drei Nonkonforme“, Galerie von Loeper, Hamburg
- 2009: „Im Dialog mit der Natur“, Galerie Klose, Essen
- 2008: „Künstler der Galerie: Angelika Bartholl, Max Uhlig“, Galerie von Loeper, Hamburg
- 2007: Galerie Oben, Chemnitz
- 2007: „Zeichnungen“, Ningbo-Museum of Art, Ningbo (China) und Leonhardi-Museum, Dresden
- 2007: „Landschaften“, Heck-Art-Galerie, Chemnitz
- 2007: „Retrospektive zum 70.“, Galerie am Sachsenplatz, Leipzig
- 2006: „Here Byoung“, San Xiang Art Space, Shanghai
- 2006: Galerie Dr. Lehr, Berlin
- 2006: „Sinnbild Wuyi“, San Shang-Art, Peking und Kunstmuseum Shanghai
- 2005: „Kopf. Figur. Landschaft“, Galerie von Loeper, Hamburg
- 2004: „Arbeiten aus 50 Jahren“, Galerie Beethovenstraße, Düsseldorf
- 2004: „Jahreszeitenwechsel“, Kunsthalle Dominikanerkirche, Osnabrück
- 2004: Kunstverein Aalen, Aalen
- 2003: „Bildnisse und Landschaften“, Galerie Klose, Essen
- 2002: Deutsche Gesellschaft für christliche Kunst, München
- 2001: Sächsische Akademie der Künste, Dresden
- 2001: „Frühe Werke 1960-1980“, Galerie Oben, Chemnitz
- 2000: „Kopfstudien + Landschaft“, Galerie Scheffel, Bad Homburg
- 1999: „Bilder und Papierarbeiten 1970 bis 1999“, Galerie von Loeper, Hamburg
- 1999: „Portraits“, Galerie Stefan Röpke, Köln und Galería Arnés y Röpke, Madrid
- 1998: Städtische Galerie, Schwäbisch Hall
- 1998: Galerie Beethovenstraße, Düsseldorf
- 1997: Galerie Döbele, Dresden
- 1997: Galerie am Sachsenplatz, Leipzig
- 1996: „Paysage De La Provence. Neue Bildnisse“, Galerie von Loeper, Hamburg
- 1996: „Im Atelier entdeckt – noch nie gezeigte Bilder“, Galerie Beethovenstraße, Düsseldorf
- 1995: „Seit 40 Jahren“, Museum Schloss Morsbroich, Leverkusen
- 1995: „Einblicke“, ifa (Institut für Auslandsbeziehungen), Berlin
- 1995: „Auf Papier – Kunst des 20. Jahrhunderts in der Deutschen Bank“, Kunsthalle Schirn, Frankfurt am Main
- 1994: Musée d’Art Moderne et Contemporain, Lüttich
- 1994: Kunstmuseum im Ehrenhof, Düsseldorf
- 1994: „Am Mont Ventoux“, Galerie Stefan Röpke, Köln
- 1994: „German Painters after 1945“, Busch-Reisinger Museum, Cambridge
- 1993: „Retrospektive“, Albertinum, Dresden
- 1993: „Kopf und Figur“, Galerie Beethovenstraße, Düsseldorf
- 1992: „Bilder, Aquarelle und Zeichnungen“, Galerie von Loeper, Hamburg
- 1993: „Kopf und Figur“, Galerie Beethovenstraße, Düsseldorf
- 1991: „Gemälde und Aquarelle, Zeichnungen und Grafiken“, Museum Schloss Morsbroich, Leverkusen
- 1991: „Nordisches Plenair – Impressionen einer Landschaft“, Galerie Beethovenstraße, Düsseldorf
- 1991: „Blickwechsel“, Galerie von Oppenheim, Köln
- 1990: Galerie Brusberg Berlin (Ausstellung mit Ernst Marow)
- 1990: Museum Waldhof, Bielefeld
- 1990: „Bilder aus Deutschland“, Josef-Haubrich-Kunsthalle, Köln
- 1989: „13 Maler aus der DDR“, Kunsthalle Emden
- 1988: Galerie der Akademie der Künste, Berlin
- 1987: Galerie am Sachsenplatz, Leipzig
- 1986: „Von Beuys bis Stella – Internationale Graphik“, Kupferstichkabinett, Berlin
- 1985: „Dresden heute – Malerei und Graphik nach 1945“, Galerie Döbele, Ravensburg
- 1984: „Max Uhlig – Ein Maler aus Dresden“, Galerie Brusberg, Berlin/Hannover
- 1981: „Malerei und Graphik der DDR“, Musée d’art moderne de la Ville de Paris
- 1980: „Malerei und Grafik“, Zentralinstitut für Kernforschung Rossendorf bei Dresden
- 1980: Galerie Alvensleben, München
- 1979: Galerie Arkade, Berlin
- 1978: Kupferstichkabinett, Dresden
- 1978: Galerie Mouffe, Paris
- 1977: „Ausgewählte Aquarelle von Künstlern der DDR“, Galerie am Sachsenplatz, Dresden
- 1976: Galerie Nord, Dresden
- 1974: „25 Jahre Graphik der DDR“, Altes Museum, Berlin
- 1974: „Zeichnungen in der Kunst der DDR“, Kupferstichkabinett, Dresden
- 1972: „Gegenwärtige Kunst der DDR“, Seibu-Museum of Art, Tokio
- 1971: Museum der bildenden Künste, Leipzig
- 1967: Staatliches Lindenau-Museum, Altenburg
- 1964: „8 junge Künstler“, Centralne Biuro Wystaw, Warschau
- 1963: Humboldt-Universität, Berlin

## Arbeiten in Museen, in privatem und öffentlichem Besitz (Auswahl)
- Aachen, Ludwig Forum für Internationale Kunst
- Albstadt, Kunstmuseum Albstadt
- Altenburg, Staatliches Lindenau-Museum
- Ann Arbor, University of Michigan – Art Gallery
- Basel, Kunstmuseum
- Berkeley, USA, Berkeley Art Museum
- Berlin, Akademie der Künste
- Berlin, Neue Nationalgalerie
- Berlin, Kupferstichkabinett
- Berlin, Ostdeutsche Sparkassenstiftung
- Berlin, Märkisches Museum
- Berlin, ifa (Institut für Auslandsbeziehungen)
- Berlin, Grundkreditbank
- Berlin, Deutscher Bundestag
- Berlin, Kunstsammlung der Bundesregierung (Jakob-Kaiser-Haus)
- Braunschweig, Herzog Anton Ulrich-Museum
- Bremen, Kunsthalle
- Budapest, Szépművészeti Múzeum (Graphische Sammlung)
- Cambridge, Busch-Reisinger Museum (Harvard-University-Art Museum)
- Coburg, Städtische Kunstsammlungen der Veste Coburg
- Dresden, Staatliche Kunstsammlungen
- Dresden, Galerie Neue Meister
- Dresden, Kupferstichkabinett
- Dresden, Städtische Galerie
- Dresden, Akademie der Wissenschaften
- Dresden, Technische Universität Dresden
- Dresden, Dresdner Bank
- Dresden, Freistaat Sachsen (Kunstfonds)
- Dresden, Ostsächsische Sparkasse Dresden
- Dresden, Deutsche Bank
- Dresden, Volksbank
- Düsseldorf, Kunstmuseum im Ehrenhof
- Düsseldorf, Provinzial Versicherung
- Emden, Kunsthalle
- Erfurt, Angermuseum
- Esslingen, Villa Merkel (Städtische Galerie)
- Esslingen, Sparkasse Esslingen
- Frankfurt/Main, Deutsche Bank
- Frankfurt/Main, Telekom
- Frankfurt/Main, Museum für Kommunikation
- Frankfurt/Oder, Galerie Junge Kunst
- Gera, Kunstgalerie Orangerie
- Halle, Kunstmuseum Moritzburg (Graphische Sammlung)
- Hamburg, Kunsthalle (Graphische Sammlung)
- Hamburg, Kunstsammlung ART
- Hamburg, Evangelische Akademie
- Hannover, Niedersächsische Sparkassenstiftung
- Hannover, Niedersächsische Staatskanzlei
- Hannover, Preussen Elektra
- Hannover, Sprengel Museum
- Hannover, Sammlung der Norddeutschen Landesbank
- Jena, Literaturmuseum Romantikerhaus
- Jena, Jena-Optik
- Kaunas, Ciurlionis-Museum
- Kiel, Kunsthalle
- Kiel, Kultusministerium des Landes Schleswig-Holstein
- Leipzig, Museum der Bildenden Künste
- Leipzig, Gemäldesammlung & Graphisches Kabinett
- Leipzig, Telekom
- Leverkusen, Museum Schloß Morsbroich
- Lodz, Museum Sztuky
- London, British Museum (Graphische Sammlung)
- London, Tate Gallery (Graphische Sammlung),
- London, Victoria & Albert Museum (Graphische Sammlung)
- Mainz, ZDF (Kunstsammlung)
- Magdeburg, Kunstmuseum Kloster Unser Lieben Frauen
- Magdeburg, St.-Johannis-Kirche, künstlerisch gestaltete Verglasung der 14 großen gotischen Fenster (2014–2020)
- München, Städtische Galerie im Lenbachhaus
- München, Staatsgalerie Moderne Kunst (Graphische Sammlung)
- München, Dresdner Bank
- New York, Metropolitan Museum of Art (Graphische Sammlung)
- New York, McCrory Corporation
- Nürnberg, Germanisches Nationalmuseum
- Nürnberg, Kunsthalle Nürnberg
- Oberhausen, Städtische Galerie Schloss Oberhausen
- Osnabrück, Felix-Nussbaum-Haus
- Paris, Bibliothèque nationale de France
- Regensburg, Kunstforum Ostdeutsche Galerie
- Rostock, Kunsthalle Rostock
- Schleswig, Museum Schloss Gottorf
- Schwerin, Staatliches Museum
- Seoul, Korea University
- St. Louis, St. Louis Art Museum
- St. Louis, Saint Louis University Museum
- St. Louis, Pulitzer-Foundation
- Stuttgart, Staatsgalerie
- Stuttgart, IBM Sammlung
- Stuttgart, Daimler Art Collection
- Stettin, Nationalmuseum
- Torgau, Hospiz, künstlerisch gestaltete Verglasung
- Warschau, Nationalmuseum (Graphische Sammlung)
- Washington, Library of Congress (Graphische Sammlung)
- Weimar, Staatliche Kunstsammlungen
- Wien, Albertina (Graphische Sammlung)
- Wiesbaden, Museum Wiesbaden
- Würzburg, Diözesanmuseum